# Omorgus punctatus
Omorgus punctatus är en skalbaggsart som beskrevs av Ernst Friedrich Germar 1824. Omorgus punctatus ingår i släktet Omorgus och familjen knotbaggar. Inga underarter finns listade i Catalogue of Life.

## Bildgalleri

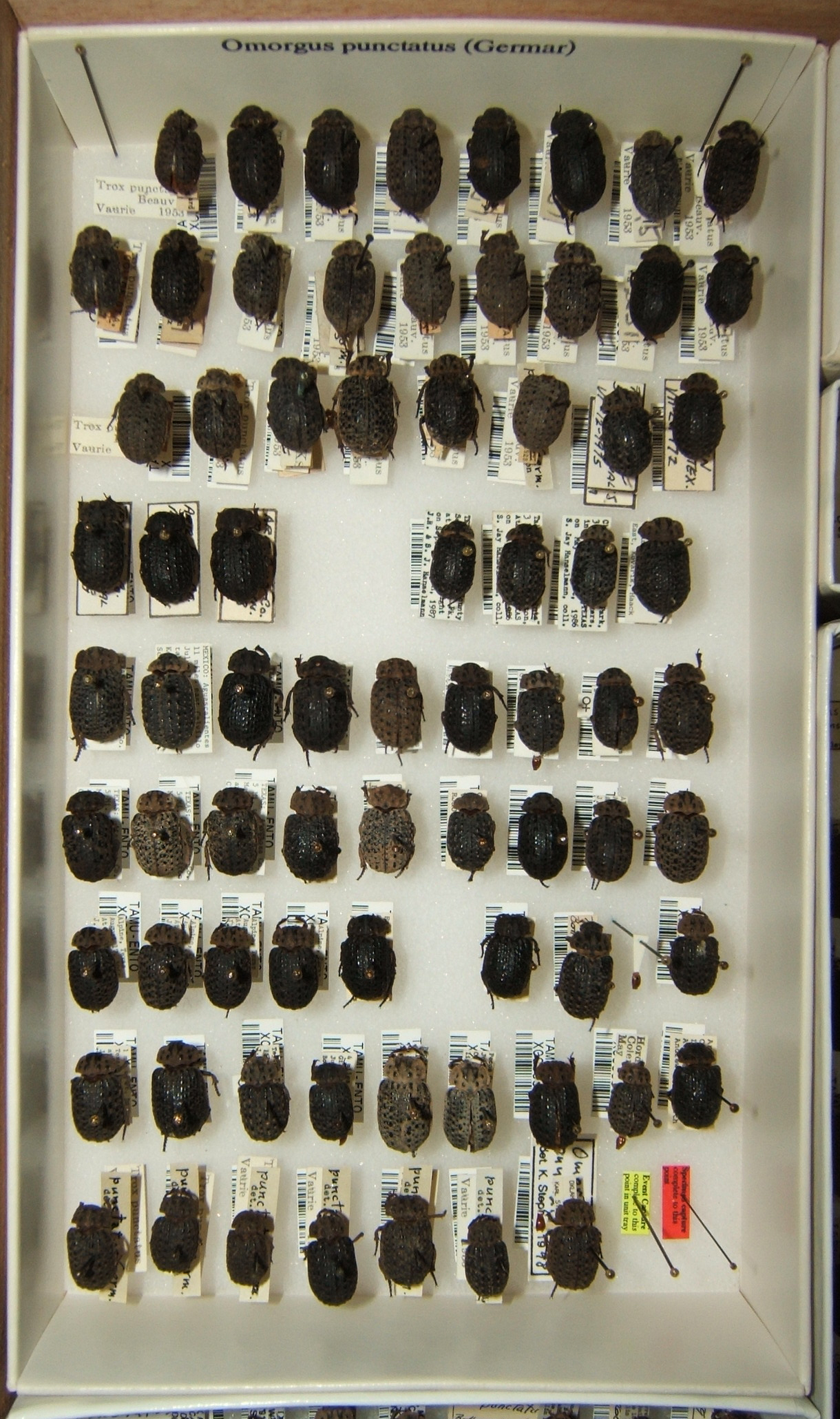